# Roeselia strigulosa
Roeselia strigulosa är en fjärilsart som beskrevs av Otto Staudinger. Roeselia strigulosa ingår i släktet Roeselia och familjen trågspinnare. Inga underarter finns listade.